# Параканое на літніх Паралімпійських іграх 2020
Параканое на літніх Паралімпійських іграх 2020 року в Токіо, Японія, проходило в гребному каналі Sea Forest, тому самому місці, де проходило академічне веслування.  Це був другий виступ Пара-каное на Паралімпійських іграх і дебют усіх трьох подій ваа.
Літні Олімпійські та Паралімпійські ігри 2020 року були перенесені на 2021 рік через пандемію COVID-19. 

## Медальний залік
| Місце               | Країна                             | Золото | Срібло | Бронза | Загалом |
| ------------------- | ---------------------------------- | ------ | ------ | ------ | ------- |
| 1                   | Велика Британія                    | 3      | 1      | 3      | 7       |
| 2                   | Австралія                          | 2      | 1      | 0      | 3       |
| 3                   | Бразилія                           | 1      | 2      | 0      | 3       |
| 3                   | Україна                            | 1      | 2      | 0      | 3       |
| 5                   | Німеччина                          | 1      | 0      | 1      | 2       |
| 5                   | Угорщина                           | 1      | 0      | 1      | 2       |
| 7                   | Франція                            | 0      | 1      | 1      | 2       |
| 8                   | Російський паралімпійський комітет | 0      | 1      | 0      | 1       |
| 8                   | США                                | 0      | 1      | 0      | 1       |
| 10                  | Італія                             | 0      | 0      | 1      | 1       |
| 10                  | Португалія                         | 0      | 0      | 1      | 1       |
| 10                  | Чилі                               | 0      | 0      | 1      | 1       |
| Загалом (12 збірні) | Загалом (12 збірні)                | 9      | 9      | 9      | 27      |